# Игало
Игало је градско насеље у општини Херцег Нови, у Црној Гори. Према попису из 2023. било је 5.977 становника. Ово је град који се, иако са Херцег Новим чини јединствену градску целину, може сматрати и посебним насељем.

## Назив
Игало у локалном говору значи жало, морска обала, блато муљ. Лазар Томановић је користио ту реч. При опису Улциња је записао: ...улази у малу оцињску луку, коју опточива игало покривено најситнијем пијеском.  У грчком језику поред ријечи паралиа (Παραλία), постоји и ријеч аигиалос (Αιγιαλός) - за плажу.

## Лечилиште
Игало је познато као туристичко место, а захваљујући радиоактивном - морском муљу са Блатне плаже - или како је још називају Стара бања, центар је здравственог туризма Црне Горе. Игало је познато и по неексплоатисаној минералној води названој „Игаљка“. Године 1930. је извршено испитивање игаљског блата у лабораторији познатог француског лечилишта Виши („Vichy“), које је дефинитивно потврдило његову изузетну лековитост, али тек након Другог светског рата, на иницијативу Мирка Ј. Стијепчића, који ангажује др. Светозара Живојновића реализовани су давно донети планови о оснивању лечилишта у Игалу, које је Одлуком владе Црне Горе од 1.XI 1949. године коначно и основано.
У Игалу се налази црква Св. Преображења Господњег, из друге половине 17. века, која је обновљена 1857. године.

## Спорт
У Игалу постоји више спортских клубова:
- Фудбалски клуб Игало 1929
- Клуб спортских риболоваца Игало
- Џудо клуб Игало
- Тениски клуб Игало

## Демографија
У насељу Игало живи 2988 пунолетних становника, а просечна старост становништва износи 38,2 година (37,1 код мушкараца и 39,3 код жена). У насељу има 1300 домаћинстава, а просечан број чланова по домаћинству је 2,88.
Становништво у овом насељу веома је хетерогено, а у последња три пописа, примећен је пораст у броју становника.
|  |

| Демографија | Демографија | Демографија |
| Година      | Становника  | Становника  |
| ----------- | ----------- | ----------- |
|             |             |             |
|             |             |             |
|             |             |             |
|             |             |             |
| 1948.       | 378         |             |
| 1953.       | 455         |             |
| 1961.       | 638         |             |
| 1971.       | 1.063       |             |
| 1981.       | 3.556       |             |
| 1991.       | 3.676       | 3.613       |
| 2003.       | 3.855       | 3.754       |
|             |             |             |
|             |             |             |

| Етнички састав према попису из 2003.‍ | Етнички састав према попису из 2003.‍ | Етнички састав према попису из 2003.‍ | Етнички састав према попису из 2003.‍ | Етнички састав према попису из 2003.‍ |
| ------------------------------------ | ------------------------------------ | ------------------------------------ | ------------------------------------ | ------------------------------------ |
|                                      |                                      |                                      |                                      |                                      |
| Срби                                 | Срби                                 |                                      | 2.270                                | 60,46%                               |
| Црногорци                            | Црногорци                            |                                      | 1.011                                | 26,93%                               |
| Хрвати                               | Хрвати                               |                                      | 94                                   | 2,50%                                |
| Муслимани                            | Муслимани                            |                                      | 22                                   | 0,58%                                |
| Југословени                          | Југословени                          |                                      | 15                                   | 0,39%                                |
| Роми                                 | Роми                                 |                                      | 14                                   | 0,37%                                |
| Македонци                            | Македонци                            |                                      | 11                                   | 0,29%                                |
| Мађари                               | Мађари                               |                                      | 6                                    | 0,15%                                |
| Бошњаци                              | Бошњаци                              |                                      | 5                                    | 0,13%                                |
| Словенци                             | Словенци                             |                                      | 3                                    | 0,07%                                |
| Руси                                 | Руси                                 |                                      | 2                                    | 0,05%                                |
| Немци                                | Немци                                |                                      | 1                                    | 0,02%                                |
| Италијани                            | Италијани                            |                                      | 1                                    | 0,02%                                |
| Албанци                              | Албанци                              |                                      | 1                                    | 0,02%                                |
| непознато                            | непознато                            |                                      | 72                                   | 1,91%                                |

| Година пописа     | 1948. | 1953. | 1961. | 1971. | 1981. | 1991. | 2003. |
| ----------------- | ----- | ----- | ----- | ----- | ----- | ----- | ----- |
| Број домаћинстава | 110   | 142   | 191   | 325   | 1.123 | 1.202 | 1.323 |

| Број чланова      | 1     | 2   | 3   | 4   | 5   | 6   | 7  | 8  | 9 | 10 и више | Просек |
| ----------------- | ----- | --- | --- | --- | --- | --- | -- | -- | - | --------- | ------ |
| Број домаћинстава | 1.300 | 279 | 295 | 251 | 314 | 113 | 34 | 11 | 2 | 0         | 1      |

| Пол    | Укупно | Неожењен/Неудата | Ожењен/Удата | Удовац/Удовица | Разведен/Разведена | Непознато |
| ------ | ------ | ---------------- | ------------ | -------------- | ------------------ | --------- |
| Мушки  | 1.488  | 492              | 860          | 43             | 41                 | 52        |
| Женски | 1.677  | 470              | 854          | 212            | 91                 | 50        |
| УКУПНО | 3.165  | 962              | 1.714        | 255            | 132                | 102       |

| Пол    | Укупно                    | Пољопривреда, лов и шумарство | Рибарство                            | Вађење руде и камена | Прерађивачка индустрија       |
| ------ | ------------------------- | ----------------------------- | ------------------------------------ | -------------------- | ----------------------------- |
| Мушки  | 661                       | 4                             | 1                                    | 0                    | 54                            |
| Женски | 595                       | 8                             | 0                                    | 0                    | 20                            |
| УКУПНО | 1.256                     | 12                            | 1                                    | 0                    | 74                            |
| Пол    | Производња и снабдевање   | Грађевинарство                | Трговина                             | Хотели и ресторани   | Саобраћај, складиштење и везе |
| Мушки  | 10                        | 27                            | 139                                  | 63                   | 52                            |
| Женски | 2                         | 4                             | 151                                  | 70                   | 13                            |
| УКУПНО | 12                        | 31                            | 290                                  | 133                  | 65                            |
| Пол    | Финансијско посредовање   | Некретнине                    | Државна управа и одбрана             | Образовање           | Здравствени и социјални рад   |
| Мушки  | 5                         | 25                            | 122                                  | 12                   | 92                            |
| Женски | 5                         | 30                            | 37                                   | 33                   | 190                           |
| УКУПНО | 10                        | 55                            | 159                                  | 45                   | 282                           |
| Пол    | Остале услужне активности | Приватна домаћинства          | Екстериторијалне организације и тела | Непознато            | Непознато                     |
| Мушки  | 35                        | 1                             | 0                                    | 19                   | 19                            |
| Женски | 24                        | 0                             | 0                                    | 8                    | 8                             |
| УКУПНО | 59                        | 1                             | 0                                    | 27                   | 27                            |